# Velika Britanija (otok)
Velika Britanija je geografsko poimenovanje otoka v severnovzhodnem predelu Atlantskega oceana, ki zavzema veliko večino ozemlja Združenega kraljestva Velike Britanije in Severne Irske. S površino 229.850 km2 je največji otok v Britanskem otočju, ki vsebuje mdr. tudi Irsko in otok Man. Je deveti največji otok na svetu, največji otok v Evropi in tretji najbolj poseljen otok na svetu (za Javo in Honšujem), na njem prebiva 62 milijonov ljudi.
V političnem pomenu je Velika Britanija skupno ime za Anglijo, Škotsko in Wales, zato je polno ime današnje države Združeno kraljestvo Velike Britanije in Severne Irske, kar pomeni Združeno kraljestvo Anglije, Škotske, Walesa in Severne Irske. 
Velikokrat se poimenovanje Velika Britanija neprecizno uporablja, saj je Kraljevina Velika Britanija, ki je bila ustanovljena leta 1707 z združitvijo Kraljevine Anglije s kraljevino Škotsko, trajala samo do leta 1801, ko je po združitvi z Irsko nastalo Združeno kraljestvo Velike Britanije in Irske.  